# Otón I del Palatinado-Mosbach
Otón I del Palatinado-Mosbach (Mosbach, 24 de agosto de 1390-Reichenbach, 5 de julio de 1461) fue el Conde Palatino de Mosbach desde 1410 hasta 1448, y el Conde Palatino de Mosbach-Neumarkt desde 1448 hasta 1461.

## Vida

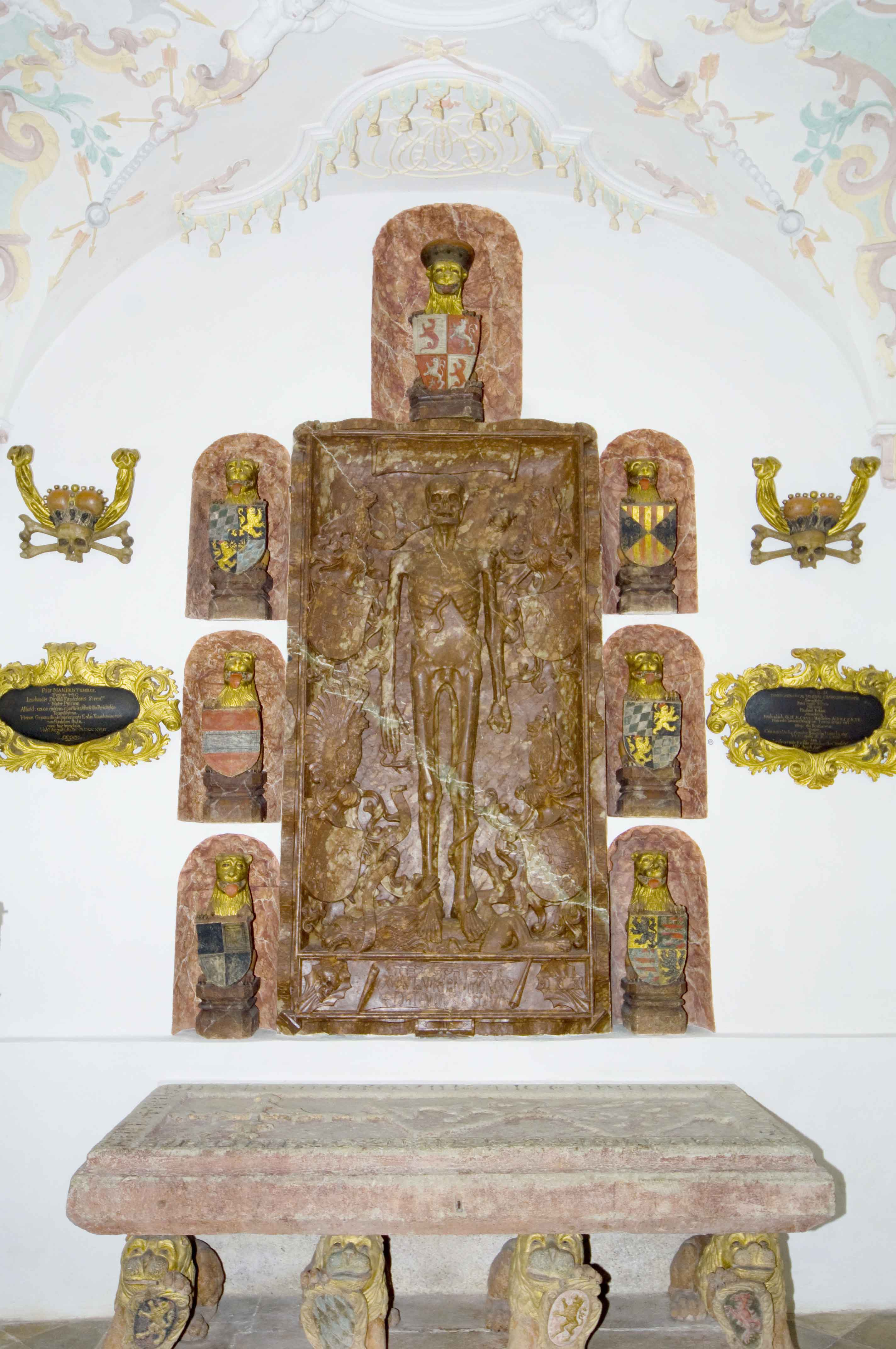
Lápida de la tumba de Otón, frente al monumento mural a su hijo Juan, en Reichenbach.

Era el hijo menor del elector Roberto III, que también fue rey romano-alemán de 1400 a 1410, y Isabel de Hohenzollern-Núremberg. Con la muerte de su padre en 1410, el Palatinado Electoral quedó dividido. Luis se convirtió en el principal heredero de la dignidad electoral, Juan recibió Palatinado-Neumarkt y Esteban el Palatinado-Simmern-Zweibrücken. Otón recibió la parte alrededor de Mosbach y Eberbach. Al elegir Mosbach como su residencia, también fundó la Casa del Palatinado-Mosbach. En 1448, con la muerte del sobrino de Otón, Cristóbal, la línea Palatinado-Neumarkt se extinguió y su territorio cayó en manos de Otón, que ahora también gobernaba desde Neumarkt. Su hermano Esteban también heredó parte del Palatinado-Neumarkt en 1448, pero se la vendió a Otón.
Después de que su hermano Luis III, regresara gravemente enfermo de una peregrinación a Tierra Santa en 1427, confió a Otón el gobierno diario y la educación de su hijo y sucesor Luis IV hasta su muerte en 1436. El propio Otón peregrinó a Tierra Santa en 1460, como se desprende del informe de peregrinación de Hans Bernhardt von Eptingen. Su tumba se encuentra en el monasterio benedictino de Reichenbach en el Alto Palatinado. Allí se conserva su lápida, que se encuentra delante del epitafio de su hijo Juan.

### Matrimonio e hijos
Otón se casó, con Juana de Baviera-Landshut (1413 - 20 de julio de 1444), hija del duque Enrique XVI el Rico de Baviera-Landshut en enero de 1430 y tuvo los siguientes hijos:
- Margarita (2 de marzo de 1432 - 14 de septiembre de 1457).
- Amalie (22 de febrero de 1433 - 5 de diciembre de 1488).
- Otto (26 de junio de 1435 - 8 de abril de 1499).
- Ruperto (25 de noviembre de 1437 - 1 de noviembre de 1465).
- Dorotea (24 de agosto de 1439 - 15 de mayo de 1482) Priora del monasterio de Liebenau.
- Alberto (6 de septiembre de 1440-20 de agosto de 1506).
- Ana (1441 -?) Priora del monasterio de Himmelskron.
- Juan (1 de agosto de 1443 - 4 de octubre de 1486).
- Barbara (julio de 1444 -?) Monja en el monasterio de Liebenau cerca de Worms.